# Władca życzeń II
Władca życzeń II (tytuł oryg. Wishmaster 2: Evil Never Dies) – amerykański horror z 1999 roku, sequel filmu Władca życzeń, wydany bezpośrednio do dystrybucji wideofonicznej.

## Fabuła
Znany z poprzedniej części filmu Dżin atakuje ponownie. Tym razem ma za zadanie zdobyć tysiąc jeden ludzkich dusz. Gdy wykona swoje polecenie, rozpocznie się Apokalipsa.

## Obsada
- Paul Johansson – Gregory
- Chris Weber – Eric
- Carlos Leon – Webber
- Holly Fields – Morgana
- Tommy Lister Jr. – Tillover
- Bokeem Woodbine – Mr. Tarraion
- Andrew Divoff – Nathaniel Demerest
- Robert LaSardo – Gries  nie
- Oleg Widow – Osip